# Ton Schulten

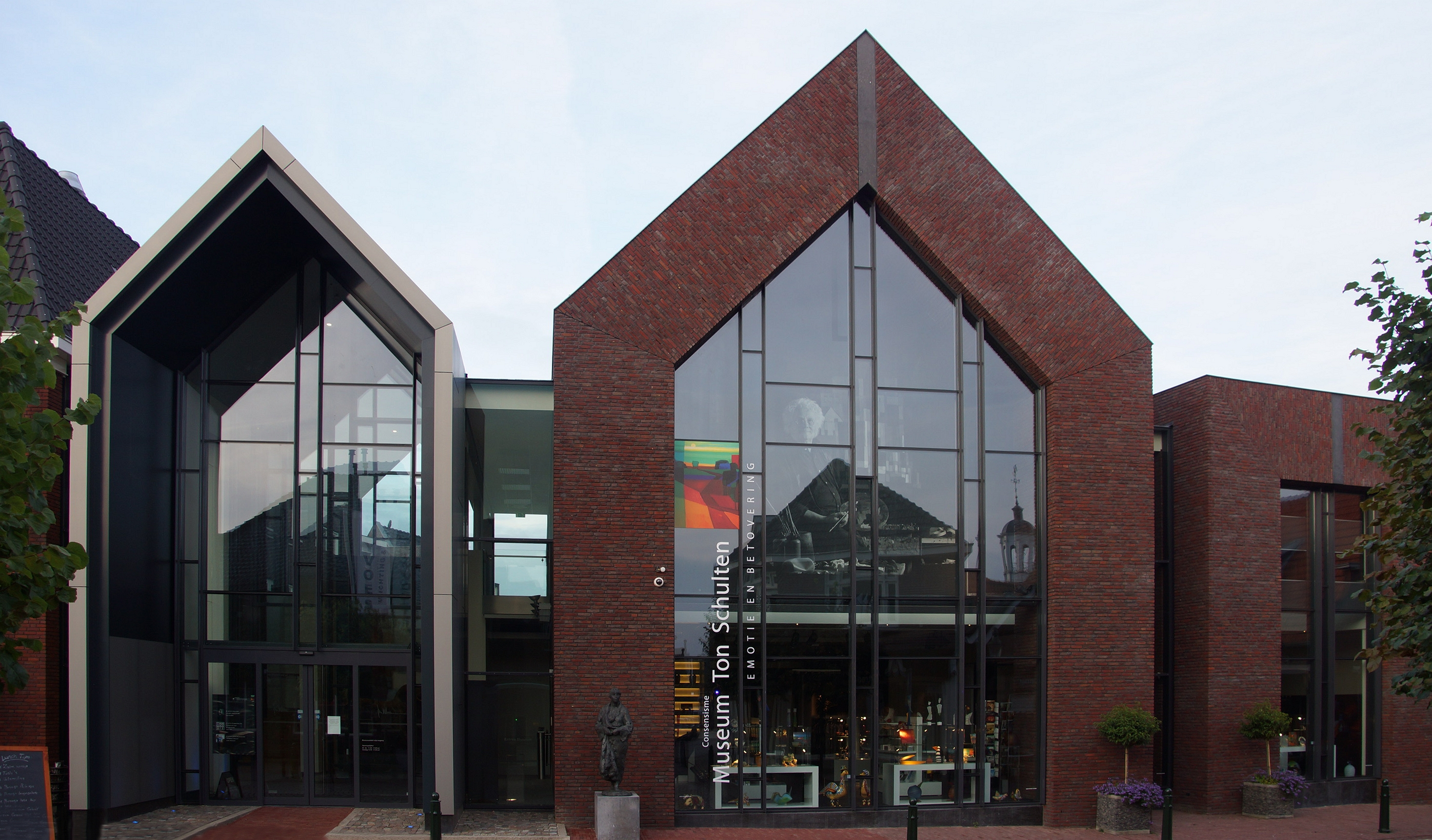
Museum Ton Schulten in Ootmarsum

Ton Schulten (* 25. April 1938 in Ootmarsum) ist ein niederländischer Maler. 

## Leben
Der Geburtsort von Ton Schulten ist die niederländische Kleinstadt Ootmarsum, die in der Region Twente ganz in der Nähe der deutschen Grenze liegt.
Schulten stammt aus einer katholischen Bäckerfamilie mit fünf Geschwistern. Neben seiner ersten Berufstätigkeit als Schaufensterdekorateur absolvierte er ab 1956 sehr erfolgreich ein Abendstudium für Grafikdesign an der Akademie für Kunst und Industrie in Enschede. Sein besonderes Hobby in der Freizeit war die Landschaftsmalerei. Ab 1962 arbeitete er fast 30 Jahre in der Werbebranche und gründete 1968 eine eigene Agentur. Zu Beginn der 1990er gab er diesen Beruf auf. Er hatte es satt, „Manager zu spielen“. Dies hatte ihn nach eigenem Empfinden von der eigentlichen Kreativität, die mit seinem Job verbunden war, abgebracht.
Seine erste Ausstellung war 1990 in Ootmarsum in der Galerie seiner Frau Ank Schulten (geb. Lammerink), die er 1965 geheiratet hatte. Nach einem schweren Autounfall 1991 auf Teneriffa, den er und seine Frau nur knapp überlebten und bei dem ein Freund getötet wurde, lag er im Koma und änderte deshalb seinen künstlerischen Stil. Seit diesem Unfall verwendete er deutlich intensivere Farben sowie zahlreiche geometrische Formen bei der Darstellung der Landschaften seiner Heimatregion Twente.

## Werk
Schultens besondere Stilart erinnert an Expressionismus. Er selbst versteht sich als Begründer des Konsensismus, den er wie folgt definiert: „Konsensismus ist ein neuer Begriff. Mit meiner Kunst versuche ich, ein Spiegelbild der Harmonie darzustellen, das emotional die Wahrheit als wohlklingende Komposition der idealen Anordnung der Farben bietet.“ Er bezeichnet seine Werke als einzigartig. Dies war auch von Anfang an Schultens Absicht. Er wollte malen, wie noch kein anderer gemalt hatte. Seine Bilder baut er mit dicken „Balken“ auf. Ton Schulten wurde hauptsächlich durch seine Landschaftsmosaiken bekannt.
Dabei benutzt er verschiedene Mittel, um seine Werke spannend und einzigartig werden zu lassen. Zunächst spiegelt sich darin eine besondere Atmosphäre wider, die u. a. durch eine besondere Tiefenwirkung entsteht. Der Blick wird immer von der Mitte des Bildes angezogen. Hier befindet sich meist die Sonne oder der Mond, wobei die Farben nach außen immer dunkler werden.
Mit seinen Bildern möchte Schulten eine besondere Art von Optimismus und Zufriedenheit widerspiegeln. „Meine Bilder sollen die Menschan anregen, positiv zu denken. Ich wünsche, dass sie sich von den Farben, die ich verwende, inspirieren lassen und neue Kraft schöpfen.“
Ton Schulten beteiligte sich nicht nur an Ausstellungen in den Niederlanden und in Deutschland, sondern auch in anderen europäischen und außereuropäischen Staaten, wie z. B. in den USA in bedeutenden Museen in Atlanta und Santa Monica. 

## Museum
Ton Schulten gehört zu den ganz wenigen Künstlern, die zu ihren Lebzeiten schon ein eigenes Museum bekamen. Durch finanzielle und organisatorische Zusammenarbeit zwischen dem Maler und der Stadt Ootmarsum konnte das Museum Ton Schulten gebaut und 1997 eröffnet werden. Gelegentlich malte der Künstler sogar im Museum, so dass die Besucher den Maler in einigen Schaffensphasen beobachten durften.
Dieses Museum liegt im Stadtkern von Ootmarsum und zeigt zahlreiche großflächige, aber auch einige kleinere Gemälde sowie grafische Werke des Künstlers. Die gleich neben dem Museum liegende, von Ank Schulten betriebene Galerie „Chez-Moi“ widmet sich nicht nur dem Leben und Werk des niederländischen Malers, sondern zeigt vor allem Bilder zeitgenössischer Künstler aus der Region Twente.
Von diesen Ausstellungsgebäuden profitiert einerseits Ton Schulten, denn sie erhöhen seinen Bekanntheitsgrad. Andererseits hat auch Ootmarsum viele Vorteile, denn das Museum und die Galerie sind eine große Attraktion und ziehen Besucher aus aller Welt an.

## Würdigungen
- 1997 bekam der Platz vor dem Museum den Namen „Ton Schultenplein“.
- 2002 wurde Schulten mit dem hohen königlichen Titel „Ritter im Orden von Oranien-Nassau“ ausgezeichnet.